# Annœullin
Annœullin è un comune francese di 9 846 abitanti situato nel dipartimento del Nord, nella regione dell'Alta Francia.

## Società

### Evoluzione demografica
Abitanti censiti